# Gunni Hermelin
Clara Sigrid Gunilla "Gunni" Hermelin, född Pauli den  20 december 1883 i Stockholm, död 25 april 1981 i Linköping, var en svensk föreläsare. Hon var politiskt engagerad med ett tydligt kristet budskap i sina föreläsningar. Hon värnade familjen, småjordbruken, familjeföretagen och de svaga i samhället.

## Biografi
Gunni Hermelins far, Gustaf Pauli, var född i Ryssland 1836 av svenska föräldrar. Efter studentexamen flyttade han till Uppsala där han försörjde sig på att ge språklektioner. Modern Emma, född Swartling, var dotter till spannmålshandlaren Anders Erik Swartling i Norrköping. Gustaf och Emma köpte huset Södermalms torg 6 i Stockholm och där startade de en av de första flickskolorna i landet. Makarna Pauli fick fyra barn varav två dog i scharlakansfeber. Efter ett par år flyttade familjen ut på landet, till Nygård i Täby. Gustaf var kanslisekreterare och Emma, som saknade utbildning, vårdade sjuka, tog hand om gårdens statarfamiljer och de gamla i fattighuset. I hemmet rådde en öppen atmosfär och de tre döttrarna kunde fritt framföra sina åsikter. Exempelvis blev systern Ebba Pauli författare och var engagerad i socialt arbete.
Vid Högre lärarinneseminariet i Stockholm avlade Gunni Hermelin sin examen med goda betyg och började sitt yrkesliv som guvernant. Mellan åren 1907 och 1910 var hon lärare vid Risbergaskolan i Örebro. Under en vistelse på ett sanatorium i Schweiz lärde hon sig franska och träffade människor med främmande religioner och nya tankar – en utlandsvistelse som betydde mycket för hennes personliga utveckling.
År 1910 gifte hon sig med friherre Robert Hermelin. De bosatte sig på Wallsnäs, en herrgård söder om Linköping. Mellan åren 1911 och 1922 födde hon åtta barn. Barnens skolgång, med inackordering i Linköping och Vadstena, blev kostsam. Robert och Gunni Hermelin beslutade sig för att flytta till en mindre gård utanför Söderköping där barnen kunde gå i realskolan och samtidigt hjälpa till på gården. Här födde hon 1929 sitt nionde barn. Inte förrän nu, när hon närmade sig femtio, började Gunni Hermelin dra nytta av sin talekonst i lite större omfattning. Hon var aktiv i Högerpartiet (nuvarande Moderaterna) och i kyrkorådet och började resa omkring och hålla föredrag. Hon stod alltid upp och talade utan manus, men var alltid väl förberedd. Hennes föredrag höll på en timme, ibland längre, och hon fortsatte att hålla föredrag även efter fyllda 80 år. I sina dagböcker skrev Gunni Hermelin ofta kritiskt om sina föredrag, men också om hur hon lyckats omvända åhörarna. Hennes föredrag lockade till skratt, gråt och eftertanke.
Gunni Hermelin brann för det fria ordet. Hon värnade om de små jordbruken och familjeföretagen som pressades av storkapitalet och fackföreningarna. Hon var en varm förespråkare för fäderneslandet och det svenska kulturarvet. Hon såg Tyskland som ett hot mot svenskheten, men ogillade också ”Sovjets röda land och dollarlandet Amerika”. Materialismen såg hon som ett hot mot Sveriges kultur. Kristendomen var viktig i kampen mot materialismen och det hon såg som den kulturella förflackningen. Hemmet, äktenskapet, kyrkan och jordbruket var samhällets grundbultar. Hon ansåg att fostran skulle börja i det kristna hemmet, fortsätta i den kristna skolan och fullbordas i fädernas kyrka. Hon var ofta kritisk mot överhögheten. Hon tog de svagas parti och var inte rädd för att påpeka det hon ansåg vara fel inom Svenska kyrkan, Högerpartiet eller någon annan av de organisationer som hon var delaktig i.
När Gunni Hermelin skrev om sin uppväxt i Täby kyrkby eller livet i Nykil, handlade det om skogsarbetare, torpare, hantverkare och deras familjer. Hemma i Nykil besökte hon ofta gamla och sjuka till fots. Att gå en eller två mil för att besöka en sjuk gumma i ett torp var vardagsmat. Mot den bakgrunden kan man se hennes val av föredragsämnen, som behandlade så vitt skilda ämnen som ”Kristendomen och hemmet”, ”Kvinnans uppgift att vårda och värna” och ”De svartas ställning i Sydafrika”, för att nämna några exempel.
Hon höll föredrag i de flesta svenska städerna och i många småorter. Vid flera tillfällen reste hon runt och talade från en högtalarbil. Hon höll sina tal i skiftande sammanhang och för olika grupper av åhörare, som syföreningar, Frälsningsarmén, studieförbund, Högerföreningar, Hushållsnämnden, Lottorna, Röda Korset och Svenska Flaggans Dag med flera. Som första kvinna tillsammans med Ester Lutteman valdes hon in till Kyrkomötet 1938.
Under brinnande världskrig höll Gunni Hermelin återkommande radioandakter. Av präster blev hon inbjuden att hålla kyrkliga föredrag. En präst i en landsortsförsamling sa till henne att han blivit omvänd: ”Jag har inte trott på kvinnliga präster tidigare, men nu gör jag det”. Hon skrev två politiska, ideologiska skrifter; Vad högern är och vill, 1941, och Kampen om Sveriges själ, 1942.
Mellan 1943 och 1985 arrangerade olika kyrkliga riktningar de så kallade Vadstenamötena som senare ägde rum på Medevi Brunn. Mötena var ett forum för personlig och kyrklig förnyelse och samlade flera hundra personer. Gunni Hermelin deltog i ett trettiotal möten och blev en omtyckt ledare i bibelstudier. Hon var en flitig skribent och medverkade ännu som 90-åring i församlingsblad och tidningar.
För sina samhällsinsatser blev hon 1955 ledamot av Vasaorden, första klassen.
Gunni Hermelin avled vid 97 års ålder 1981. Hon ligger begravd på Nykils kyrkogård.

### Familj
Hermelin gifte sig 27 november 1910 i Stockholm med Robert Hermelin (1875–1958), son till löjtnanten Carl Maximilian Hermelin vid andra livgrenadjärregementet och Carolina Christina Elisabet Mörner af Morlanda. De fick tillsammans barnen Nils Hermelin (1911–1984), trädgårdseleven Rolf Hermelin (1912–1934), Lars-Olof Hermelin (1914–1983), Gustaf Hermelin (1915–1917), Elisabeth Hermelin (1917–2012), Sten Hermelin (1918–2001), Karl Hermelin (1921–2013), Magdalena Hermelin (1922–2008) och Jan Hermelin (1929–1967). Barnskådespelaren Gabriel Hermelin är sonson till sonen Jan.